# Freja (tidsskrift)
Freja var et dansk tidsskrift udgivet af en gruppe arkitektstuderende i 1974. Det var en slags opskrift, brugsanvisning på en alternativ livsførelse. Det kan ses som en slags dansk udgave af den amerikanske Whole earth catalogue. Det udkom i 1974, 1975 og 1977. 
Første nummer bar undertitlen "Naturligt tidsskrift" og indeholdt afsnit om økologi, energi, landbrug, byggeteknik, genanvendelse og transport. 1977-udgaven bar undertitlen "Håndbog i landbosætning". Tankegangen i tidsskriftet var stærkt påvirket af ungdomsoprøret og hippiebevægelsen og bidrog til et et øget fokus på miljø, økologi og forurening.[kilde mangler]
 Der er for få eller ingen kildehenvisninger i denne artikel, hvilket er et problem. Du kan hjælpe ved at angive troværdige kilder til de påstande, som fremføres i artiklen.